# Iris Murdoch
Jean Iris Murdoch (Dublín, Irlanda; 15 de julio de 1919-Oxford, Inglaterra; 8 de febrero de 1999) fue una escritora y filósofa irlandesa, más conocida por sus novelas, en las que combina una rica caracterización con animados argumentos, incluyendo, por lo general, temas de índole moral o sexual.
Su primera novela que se editó, Bajo la red (Impedimenta, 2018), fue seleccionada en 2001 por la editorial Modern Library como una de las 100 mejores novelas en lengua inglesa del siglo XX. En 2005, la novela fue elegida por la revista TIME como una de las cien mejores novelas en inglés de 1923 hasta aquella fecha.
En 1987, fue nombrada Dama Comandante de la Orden del Imperio Británico (DBE).

## Biografía
Nació en la dublinesa Blessington Street 59. Su padre, Wills John Hughes Murdoch, provenía de una familia de granjeros presbiterianos de Hillhall, Condado de Down (cerca de Belfast), y su madre, Irene Alice Richardson, quien fuera entrenada para cantante desde niña, provenía de una familia anglicana de clase media de Dublín perteneciente a la Iglesia Anglicana de Irlanda. 
A temprana edad, los padres de Murdoch se mudaron a Londres, donde su padre trabajó en el Servicio Civil. La futura escritora fue educada en escuelas progresistas: primero en Froeble Demonstration School, y luego en Badminton School de Bristol, en 1932. 
Comenzó a leer clásicos, historia antigua y filosofía en el Somerville College, de Oxford, y filosofía como postgraduada en el Newnham College de Cambridge, donde tuvo como maestro a Ludwig Wittgenstein. En 1948, se convirtió en profesora del St Anne's College, de Oxford.
Junto con sus amigas Elizabeth Anscombe, Mary Midgley y Philippa Foot (con la que compartió piso una temporada), impulsaron una renovada escuela de pensamiento sobre la filosofía moral.
En 1954 escribió su primera novela, Bajo la red, pero había publicado previamente ensayos sobre filosofía, incluyendo el primer estudio en inglés sobre Jean-Paul Sartre. 
Dos años más tarde conoció y se casó con John Bayley (1925-2015), profesor de literatura inglesa y a su vez escritor. El matrimonio duró 45 años, y Bayley la cuidó hasta sus últimos días.
Iris publicó veinticinco novelas más y otros trabajos sobre filosofía y drama hasta 1995, año en que comenzó a padecer los devastadores efectos del mal de Alzheimer, que al principio atribuyó a «bloqueo de escritor». 
Falleció a los 79 años, en 1999. Su cerebro fue donado a la ciencia médica, mientras que su cuerpo fue incinerado en el crematorio de Oxford, las cenizas fueron esparcidas en el jardín de rosas de la ciudad. Bayley se volvió a casar dos años después.

## Novelas
Sus novelas son a veces intensas y extrañas, plenas de humor negro y giros impredecibles en sus argumentos; diseccionan la fachada civilizada de las clases altas en las que sus personajes se mueven. Sobre todo, sus personajes han de verse con cuestiones de moral, y los conflictos entre el bien y el mal son habitualmente presentados en escenas mundanas que ganan en fuerza mítica y trágica mediante el modo ingenioso en que son representados. Aun cuando sus novelas son refinadas intelectualmente, muchas veces son melodramáticas y cómicas, enraizadas, según sus propias palabras, en el deseo de contar «un buen cuento divertido». 
Estuvo muy influida por filósofos como Platón, Freud, Simone Weil y Sartre, y por los novelistas ingleses y rusos del siglo XIX. Sus novelas incluyen con frecuencia personajes alegres, mascotas amables y a veces un personaje masculino demoníaco y poderoso que impone su voluntad sobre los otros. Según ella misma, este tipo de hombre fue modelado sobre su amante, el ganador del premio Nobel Elias Canetti.
Aunque en principio escribía de un modo realista, otorgó cierta ambigüedad en su trabajo haciendo uso de un engañoso simbolismo, y mezclando elementos de su fantasía en sus escenas descritas con precisión. El unicornio (1963) puede ser leída y disfrutada como una novela gótica muy elaborada o como una parodia de la escritura gótica. El príncipe negro (1973) es un estudio notable sobre la obsesión erótica, y el texto deviene complicado, sugiriendo múltiples interpretaciones cuando los personajes secundarios contradicen al narrador y al misterioso «editor» del libro.
Fue premiada con el Booker Prize en 1978 por El mar, el mar, una delicada novela acerca del poder del amor y la pérdida.

## Filosofía
Durante algún tiempo, la influencia y los logros de Murdoch como filósofa se vieron eclipsados por su éxito como novelista, pero estudios recientes le han otorgado cada vez más un papel sustancial en la filosofía angloamericana de la posguerra, en particular por su trabajo anticuadamente premonitorio en filosofía moral y su reinterpretación de Aristóteles y Platón. Martha Nussbaum ha defendido el "impacto transformador de Murdoch en la disciplina" de filosofía moral porque dirigió su análisis no a las cuestiones antaño dominantes de la voluntad y la elección, sino a las de la atención (cómo las personas aprenden a ver y a concebirse unas a otras) y a la experiencia fenoménica (cómo la "cosa" sensorial de la vida conforma la sensibilidad moral).
En un estudio reciente de la obra filosófica de Murdoch, Justin Broackes señala varios rasgos distintivos de la filosofía moral de Murdoch, entre ellos un "realismo moral o 'naturalismo', que permite plantear cuestiones como la humildad o la generosidad; un anticientificismo; un rechazo de la psicología moral humeana; una especie de 'particularismo'; una atención especial a las virtudes; y el énfasis en la metáfora de la percepción moral o 'ver' hechos morales".  Las razones de ello no están claras, pero el crítico literario escocés G. S. Fraser señala que, a finales de la década de 1940, los filósofos que ocupaban entonces la atención de Murdoch eran los idealistas británicos de finales de la época victoriana, como T. H. Green, F. H. Bradley y Bernard Bosanquet. Broackes también hace referencia a que la influencia de Murdoch en la filosofía a menudo fue indirecta, pues influyó tanto en sus contemporáneos como en la siguiente generación de filósofos, y especialmente en Elizabeth Anscombe, Philippa Foot, John McDowell, y Bernard Williams. Envió copias de sus primeras novelas a Anscombe, pero no hay reflejo de las mismas en ninguno de los escritos de Anscombe.
Su obra filosófica estuvo muy influenciada por Simone Weil (de quien toma prestado el concepto de 'atención'), y por Platon, bajo cuya bandera decía luchar.: 76   Al reanimar a Platón, da fuerza a la realidad del Bien, y a un sentido de la vida moral como peregrinaje de la ilusión a la realidad. Desde esta perspectiva, la obra de Murdoch ofrece una crítica perspicaz de Kant, Sartre y Wittgenstein ("temprano" y "tardío"). Su parábola más importante, que aparece en La soberanía del bien, nos pide (según el sucinto relato de Nussbaum) que "imaginemos a una suegra, M, que desprecia a D, su nuera. M considera a D vulgar, barata, de baja alcurnia. Como M es una inglesa autocontrolada, se comporta (así lo estipula Murdoch) con perfecta amabilidad todo el tiempo, y ningún indicio de su verdadera opinión aflora en sus actos. Pero también se da cuenta de que sus sentimientos y pensamientos son indignos, y probablemente generados por los celos y un deseo excesivo de aferrarse a su hijo. Así que se impone una tarea moral: cambiará su visión de D, haciéndola más precisa, menos empañada por el egoísmo. Se da a sí misma ejercicios: donde se inclina a decir "tosca", dirá y verá "espontánea". Donde se inclina a decir "común", dirá y verá "fresca e ingenua". A medida que pasa el tiempo, las nuevas imágenes suplantan a las antiguas. Al final, M no tiene que esforzarse tanto por controlar sus acciones: éstas fluyen de forma natural a partir de la forma en que ha llegado a ver a D". Así es como M cultiva un modelo de comportamiento que la lleva a ver a D "justa o amorosamente".: 317   La parábola pretende en parte mostrar (en contra de los contemporáneos de Oxford, como R. M. Hare y Stuart Hampshire) la importancia de la vida "interior" para la acción moral. Ver a otro correctamente puede depender de la superación de los celos, y los descubrimientos sobre el mundo implican un trabajo interior.

## Adaptaciones
Muchos de sus trabajos han sido adaptados para televisión. J.B. Priestley dramatizó su novela Una cabeza cercenada (1971), que fue dirigida por Richard Attenborough y protagonizada por Ian Holm.
El filme de Richard Eyre Iris (2001) está basado en los recuerdos de su marido mientras Iris desarrollaba el mal de Alzheimer, con la actuación de Judi Dench y Kate Winslet como la vieja y joven Iris, respectivamente.

## Obra

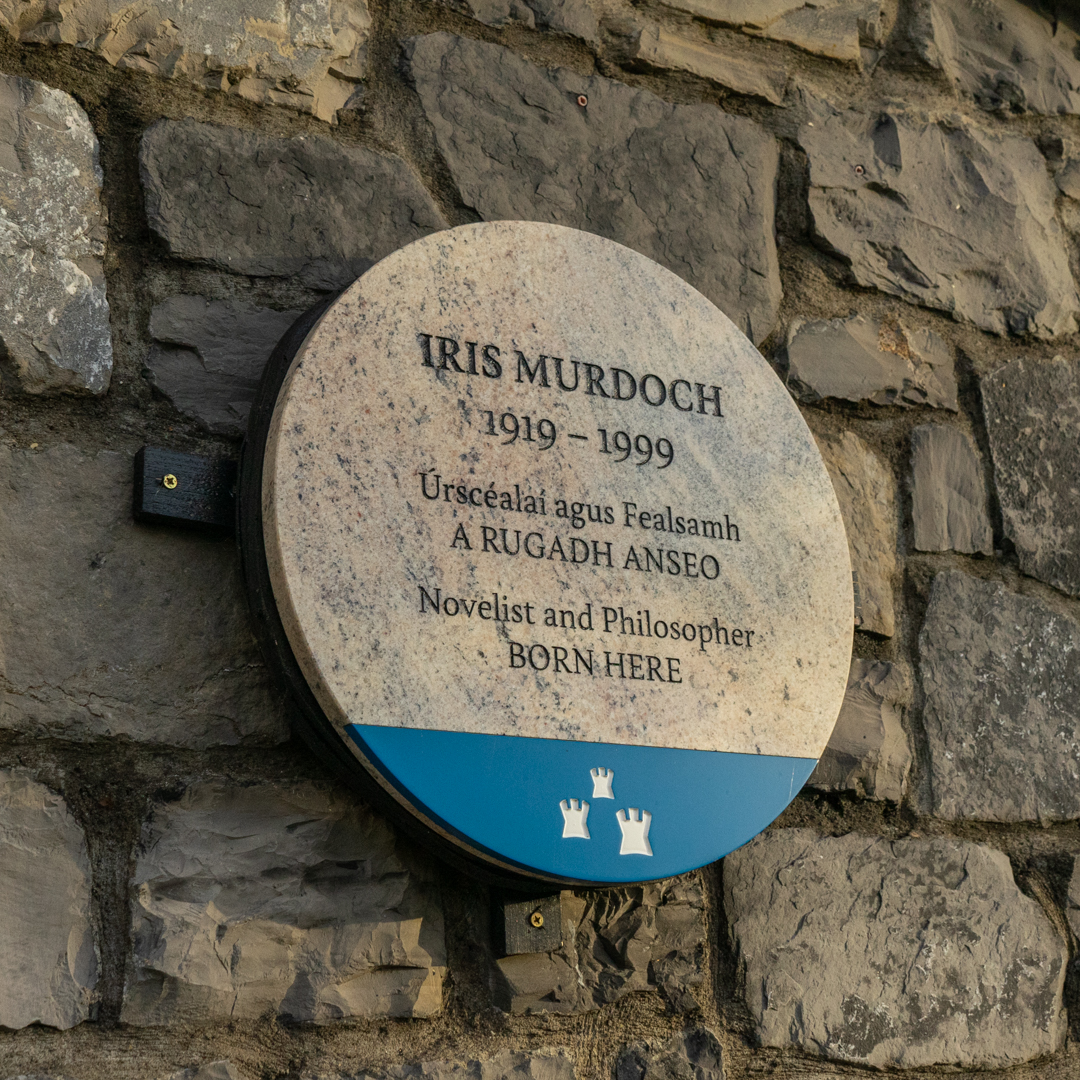
Placa conmemorativa erigida en Blessington Street Basin en Dublín, en el lugar de nacimiento de Murdoch.

### Ficción
- Bajo la red (1954; Impedimenta, 2018. Traducción del inglés a cargo de Barbara McShane y Javier Alfaya. ISBN 978-84-17115-89-0)
- El vuelo del Encantador (1956)
- El castillo de arena (1957)
- Algo del otro mundo (1957; Impedimenta, 2024. Traducción del inglés a cargo de Pilar Adón. ISBN 978-84-19581-45-7)
- La campana (1958)
- Una cabeza cercenada (1961; Impedimenta, 2023. Traducción del inglés a cargo de Enrique Maldonado Roldán. ISBN 978-84-18668-35-7)
- Una rosa no oficial (1962)
- El unicornio (1963; Joaquín Mortiz, México, 1966, traducción de Vida Ozores; Impedimenta, Madrid, 2014. Traducción del inglés a cargo de Jon Bilbao. ISBN 978-84-15979-15-9)
- La joven italiana (1964)
- El rojo y el verde (1965)
- Tiempo de ángeles (1966)
- Amigos y amantes (1968)
- El sueño de Bruno (1969)
- Un hombre accidental (1971)
- Una derrota bastante honorable (1970)
- El príncipe negro (1973)
- La máquina del amor sagrado y profano (1974; Destino 1980, Impedimenta 2022, traducción del inglés a cargo de Camila Batlles. ISBN 978-84-18668-41-8)
- El hijo de las palabras (1975; Ultramar, 1978; Salvat, 1987)
- Henry y Cato (1976; Impedimenta, 2013. Traducción del inglés a cargo de Luis Lasse. ISBN 978-84-15578-54-3)
- El mar, el mar (1978)
- Monjas y soldados (1980; Impedimenta, 2019. Traducción del inglés a cargo de Mar Gutiérrez Ortiz y Joaquín Gutiérrez Calderón. ISBN 978-84-17553-34-0)
- El buen aprendiz (1985)
- El libro y la hermandad (1987; Impedimenta, 2016. Traducción del inglés a cargo de Jon Bilbao. ISBN 978-84-16542-33-8)
- Mensaje al planeta (1989)
- La negra noche (1993)
- El dilema de Jackson (1995)

### Filosofía
- Sartre: racionalista romántico (1953)
- La soberanía del Bien (1970)
- El fuego y el sol (1977)
- La metafísica como guía a la moral (1992)
- Existencialistas y místicos (1997)
- El LaMa' encantado (1992)

### Teatro
- Cabeza cortada (con J.B. Priestley, 1964)
- La muchacha italiana (con James Saunders, 1969)
- Las tres flechas y Los sirvientes y la nieve (1973)
- Los sirvientes (1980)
- Acastos: Dos diálogos platónicos (1986)
- El príncipe negro (1987)

### Poesía
- Un año de pájaros (1978)
- Poemas por Iris Murdoch (1997)